# Cirrochroa clagina
Cirrochroa clagina är en fjärilsart som beskrevs av Hans Fruhstorfer 1906. Cirrochroa clagina ingår i släktet Cirrochroa och familjen praktfjärilar. Inga underarter finns listade i Catalogue of Life.